# Zeslandentoernooi 2022 (mannen)
De drieëntwintigste editie van het Zeslandentoernooi voor mannen van de Rugby Union werd gespeeld van 5 februari tot en met 19 maart 2022 tussen de rugbyteams van Engeland, Frankrijk, Italië, Schotland, Wales en het Iers rugbyteam (het team dat zowel de Republiek Ierland als Noord-Ierland vertegenwoordigt in internationale wedstrijden). Wales verdedigde zijn titel. Frankrijk won het toernooi met een grand slam, het winnen van alle wedstrijden van het toernooi.

## Deelnemende landen
| Land      | Stadion             | Capaciteit | Stad      | Coach           | Aanvoerder                              |
| --------- | ------------------- | ---------- | --------- | --------------- | --------------------------------------- |
| Engeland  | Twickenham          | 82.000     | Londen    | Eddie Jones     | Tom Curry Courtney Lawes                |
| Frankrijk | Stade de France     | 81.338     | Parijs    | Fabien Galthié  | Antoine Dupont                          |
| Ierland   | Aviva Stadium       | 51.700     | Dublin    | Andy Farrel     | Johnny Sexton James Ryan Peter O'Mahony |
| Italië    | Stadio Olimpico     | 73.261     | Rome      | Kieran Crowley  | Michele Lamaro                          |
| Schotland | Murrayfield Stadium | 67.144     | Edinburgh | Gregor Townsend | Stuart Hogg                             |
| Wales     | Millennium Stadium  | 74.500     | Cardiff   | Wayne Pivac     | Dan Biggar                              |

## Stand
| Positie | Land      | Wedstrijden | Wedstrijden | Wedstrijden | Wedstrijden | Punten | Punten | Punten   | Try's | Try's | Tabel Punten |
| Positie | Land      | Gespeeld    | Gewonnen    | Gelijk      | Verloren    | Voor   | Tegen  | Verschil | Voor  | Tegen | Tabel Punten |
| ------- | --------- | ----------- | ----------- | ----------- | ----------- | ------ | ------ | -------- | ----- | ----- | ------------ |
| 1       | Frankrijk | 5           | 5           | 0           | 0           | 141    | 73     | 68       | 17    | 7     | 25           |
| 2       | Ierland   | 5           | 4           | 0           | 1           | 168    | 63     | 105      | 24    | 4     | 21           |
| 3       | Engeland  | 5           | 2           | 0           | 3           | 101    | 96     | 5        | 8     | 12    | 10           |
| 4       | Schotland | 5           | 2           | 0           | 3           | 92     | 121    | -29      | 11    | 15    | 10           |
| 5       | Wales     | 5           | 1           | 0           | 4           | 76     | 104    | -28      | 8     | 8     | 7            |
| 6       | Italië    | 5           | 1           | 0           | 4           | 60     | 181    | -121     | 5     | 27    | 4            |

## Programma en uitslagen[16]

### Week 1
| 5 februari 2022 | Ierland              | 29 - 7  | Wales                | Aviva Stadium, Dublin Scheidsrechter: Jaco Peyper |
| 5 februari 2022 | Try: 4 Con: 3 Pen: 1 | Verslag | Try: 1 Con: 1 Pen: 0 | Aviva Stadium, Dublin Scheidsrechter: Jaco Peyper |

| 5 februari 2022 | Schotland            | 20 - 17 | Engeland             | Murrayfield Stadium, Edinburgh Scheidsrechter: Ben O’Keeffe |
| 5 februari 2022 | Try: 2 Con: 1 Pen: 2 | Verslag | Try: 1 Con: 0 Pen: 4 | Murrayfield Stadium, Edinburgh Scheidsrechter: Ben O’Keeffe |

| 6 februari 2022 | Frankrijk            | 37 - 10 | Italië               | Stade de France, Parijs Scheidsrechter: Mike Adamson |
| 6 februari 2022 | Try: 5 Con: 3 Pen: 2 | Verslag | Try: 1 Con: 1 Pen: 1 | Stade de France, Parijs Scheidsrechter: Mike Adamson |

### Week 2
| 12 februari 2022 | Wales                | 20 - 17 | Schotland            | Millennium Stadium, Scheidsrechter: Nic Berry |
| 12 februari 2022 | Try: 1 Con: 0 Pen: 4 | Verslag | Try: 1 Con: 0 Pen: 4 | Millennium Stadium, Scheidsrechter: Nic Berry |

| 12 februari 2022 | Frankrijk            | 30 - 24 | Ierland              | Stade de France, Parijs Scheidsrechter: Angus Gardner |
| 12 februari 2022 | Try: 2 Con: 1 Pen: 6 | Verslag | Try: 3 Con: 3 Pen: 1 | Stade de France, Parijs Scheidsrechter: Angus Gardner |

| 13 februari 2022 | Italië               | 0 - 33  | Engeland             | Stadio Olimpico, Rome Scheidsrechter: Damon Murphy |
| 13 februari 2022 | Try: 0 Con: 0 Pen: 0 | Verslag | Try: 5 Con: 4 Pen: 0 | Stadio Olimpico, Rome Scheidsrechter: Damon Murphy |

### Week 3
| 26 februari 2022 | Schotland            | 17 - 36 | Frankrijk            | Murrayfield Stadium, Edinburgh Scheidsrechter: Karl Dickson |
| 26 februari 2022 | Try: 2 Con: 2 Pen: 1 | Verslag | Try: 6 Con: 3 Pen: 0 | Murrayfield Stadium, Edinburgh Scheidsrechter: Karl Dickson |

| 26 februari 2022 | Engeland             | 23 - 19 | Wales                | Twickenham, Londen Scheidsrechter: Mike Adamson |
| 26 februari 2022 | Try: 1 Con: 0 Pen: 6 | Verslag | Try: 3 Con: 2 Pen: 0 | Twickenham, Londen Scheidsrechter: Mike Adamson |

| 27 februari 2022 | Ierland              | 57 - 6  | Italië               | Aviva Stadium, Dublin Scheidsrechter: Nika Amashukeli |
| 27 februari 2022 | Try: 9 Con: 6 Pen: 0 | Verslag | Try: 0 Con: 0 Pen: 2 | Aviva Stadium, Dublin Scheidsrechter: Nika Amashukeli |

### Week 4
| 11 maart 2022 | Wales                | 9 - 13  | Frankrijk            | Millennium Stadium, Scheidsrechter: Matthew Carley |
| 11 maart 2022 | Try: 0 Con: 0 Pen: 3 | Verslag | Try: 1 Con: 1 Pen: 2 | Millennium Stadium, Scheidsrechter: Matthew Carley |

| 12 maart 2022 | Italië               | 22 - 33 | Schotland            | Stadio Olimpico, Rome Scheidsrechter: Luke Pearce |
| 12 maart 2022 | Try: 3 Con: 2 Pen: 1 | Verslag | Try: 5 Con: 4 Pen: 0 | Stadio Olimpico, Rome Scheidsrechter: Luke Pearce |

| 12 maart 2022 | Engeland             | 15 - 32 | Ierland              | Twickenham, Londen Scheidsrechter: Mathieu Raynal |
| 12 maart 2022 | Try: 0 Con: 0 Pen: 5 | Verslag | Try: 4 Con: 3 Pen: 2 | Twickenham, Londen Scheidsrechter: Mathieu Raynal |

### Week 5
| 19 maart 2022 | Wales                | 21 - 22 | Italië               | Millennium Stadium, Scheidsrechter: Andrew Brace |
| 19 maart 2022 | Try: 3 Con: 3 Pen: 0 | Verslag | Try: 1 Con: 1 Pen: 5 | Millennium Stadium, Scheidsrechter: Andrew Brace |

| 19 maart 2022 | Ierland              | 26 - 5  | Schotland            | Aviva Stadium, Dublin Scheidsrechter: Wayne Barnes |
| 19 maart 2022 | Try: 4 Con: 3 Pen: 0 | Verslag | Try: 1 Con: 0 Pen: 0 | Aviva Stadium, Dublin Scheidsrechter: Wayne Barnes |

| 19 maart 2022 | Frankrijk            | 25 - 13 | Engeland             | Stade de France, Parijs Scheidsrechter: Jaco Peyper |
| 19 maart 2022 | Try: 3 Con: 2 Pen: 2 | Verslag | Try: 1 Con: 1 Pen: 2 | Stade de France, Parijs Scheidsrechter: Jaco Peyper |